# Tân Thị, Ürümqi
Tân Thị (chữ Hán giản thể: 新市区) là một quận thuộc địa cấp thị Ürümqi của Khu tự trị Tân Cương, Cộng hòa Nhân dân Trung Hoa. Quận này có diện tích 142 ki-lô-mét vuông, dân số năm 2002 là 360.000 người. Về mặt hành chính, quận này được chia thành 11 nhai đạo, 2 hương.
- Nhai đạo: Bắc Kinh Lộ, Nhị Công, Tam Công, Thạch Du Tân Thôn, Nghinh Tân Lộ, Khách Thập Đông Lộ, Thiên Tân Lộ, Ngân Xuyên Lộ, Hàng Châu Lộ, Nam Vĩ Lộ, Bắc Trạm Đông Lộ.
- Hương: Nhị Công, Địa Sào Bảo.